# 膠式汽門

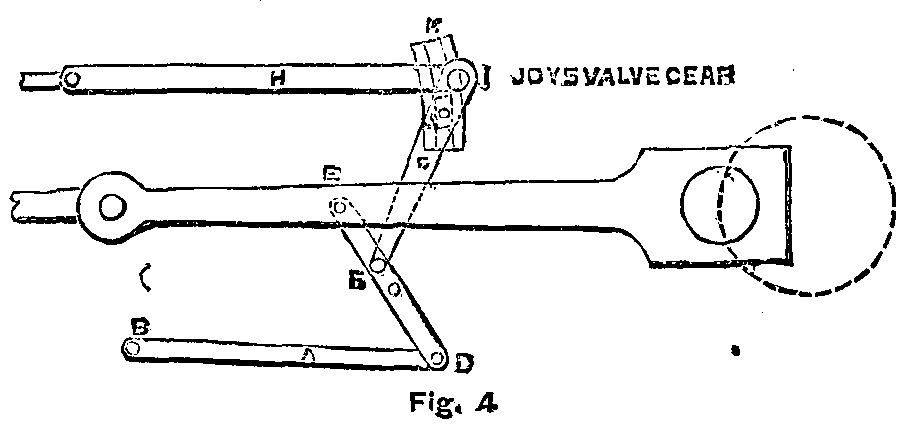
膠式汽門裝置圖

乔伊式閥動裝置（Joy valve gear），是鐵路蒸汽機車閥動裝置的類型，1870年由英國鐵路機車和輪機工程師乔伊（David Joy）(1825–1903）設計，在1879年獲得專利權。它的運作依靠於與活塞桿相連接的垂直連桿機構。 
膠式汽門在蘭開郡及約克郡鐵路（Lancashire and Yorkshire Railway，L&YR）、倫敦和西北鐵路（London and North Western Railway，LNWR）的蒸汽機車上廣泛地使用， 在林頓和巴恩斯特普爾鐵路（Lynton & Barnstaple Railway）的Manning Wardle製窄軌2-6-2蒸汽機車上也有使用。
膠式汽門也被John Fowler & Co. 等數家蒸汽牽引機製造廠使用。
台灣只有BK10型蒸汽機車（現只有一台BK24保存於國立成功大學）使用。